# 장경 (연호)
장경(長慶, 821년 1월 ~ 825년 1월)은 당나라(唐) 목종(穆宗) 이항(李恒)의 연호이다. 4년 동안 사용하였다. 목종이 붕어하고 경종(敬宗)이 즉위하였으며, 경종이 보력(寶曆)으로 개원할 때까지 사용하였다.

## 개원
- 원화(元和) 16년 1월 4일[1](821년 2월 9일)에 연호를 장경(長慶)으로 개원함.[2][3][4][5]

- 장경(長慶) 5년 1월 7일[6](825년 1월 29일)에 연호를 보력(寶曆)으로 개원함.[7][8][9][5]

## 연대 대조표
| 장경       | 원년       | 2년        | 3년        | 4년        | 5년        |
| 서기(西紀) | 821년      | 822년      | 823년      | 824년      | 825년      |
| 간지(干支) | 신축(辛丑) | 임인(壬寅) | 계묘(癸卯) | 갑진(甲辰) | 을사(乙巳) |

## 동시대 연호

### 한국
발해(渤海)
- 건흥(建興) (819년 ~ 830년)

### 중국
남조(南詔)
- 대풍(大豊) (820년 ~ 823년)
- 보화(保和) (824년 ~ 839년)

토번(吐蕃)
- 이태(彝泰) (815년 ~ 838년)

### 일본
- 고닌(弘仁) (810년 ~ 824년)
- 덴초(天長) (824년 ~ 834년)

## 같이 보기
- 중국의 연호 목록